# Втовка
Втовка — река в Тверской области России.
Протекает по территории Калязинского района. Впадает в реку Нерль (приток Волги) в 16 км от её устья по правому берегу. Длина реки составляет 14 км. Вдоль течения реки расположены населённые пункты Старобисловского сельского поселения — деревни Сидоровская, Манаково, Тимирязево и Макарьевская.

## Данные водного реестра
По данным государственного водного реестра России относится к Верхневолжскому бассейновому округу, водохозяйственный участок реки — Волга от Иваньковского гидроузла до Угличского гидроузла (Угличское водохранилище), речной подбассейн реки — бассейны притоков (Верхней) Волги до Рыбинского водохранилища. Речной бассейн реки — (Верхняя) Волга до Куйбышевского водохранилища (без бассейна Оки).
Код объекта в государственном водном реестре — 08010100812110000004261.